# Kodeks
Kodeks (iz latinščine codex; slovensko blok lesa oz. knjiga; mn. codices) je ročnopisana knjiga, ki je nastala v času med pozno antiko do novega veka. Na področju Južne Amerike se je ta način zapisa ohranil še vse do 16. stoletja.
Kodeks označuje razvojno stopnjo med papirusom/pergamentom ter tiskano knjigo in je s tem neposreden prednik oz. prototip knjige. Naredili so ga tako, da so prepognili liste in jih na pregibu zvezali ter jih zaščitili s platnicami. Listi so bili popisani z obeh strani. 

## Materiali
Kodeksi so bili sprva večinoma narejeni iz povoščenih tablic. Takšne so našli po izbruhu ognjenika Vezuva v mestu Herkulaneumu, ki je bilo leta 79 n. št. skupaj s Pompeji uničeno od lave. Kasneje so pričeli uporabljati materiale, ki se jih je dalo prepogibati - t. im. kodeks membrana (oz. pergament), in so bili izdelani večinoma iz usnja. Poznamo pa tudi kodekse izdelane iz papirusa, ki so npr. ohranjeni tudi iz sušnih obdobij na območjih Egipta.
Z razvojem tiska so kodeksi postali nepotrebni, saj je tisk omogočil hitrejšo, cenejšo in večjo proizvodnjo publikacij. 